# صخر غنمي

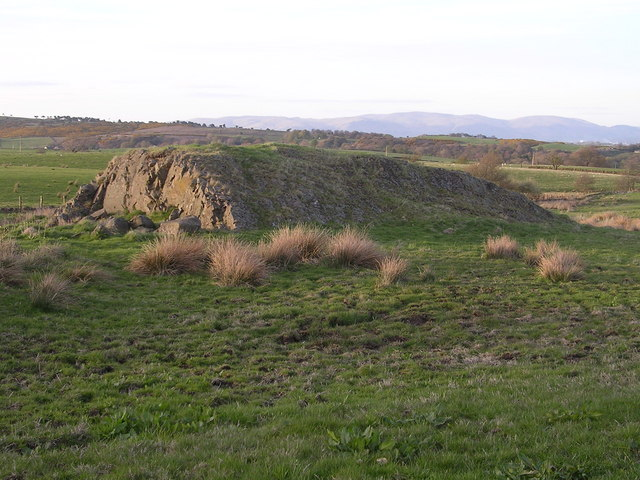
صخرة غنميّة في اسكتلندا.

في علم الجليد، الصخور الأغنامية (بالإنجليزية: Roche moutonnée)‏، هو تشكيل صخري ناتج عن مرور نهر جليدي. غالباً ما ينتج مرور النهر الجليدي فوق صخور الأساس التحتية شكلاً غير متماثل نتيجة للتآكل على جانب المنبع من الصخور والنتف على جانبي المصب. هذه الملامح التآكلية تظهر على مقاييس تقل عن متر إلى عدة مئات من الأمتار. الجبهة وجانبي الصخور تكون تقريباً مكورة ولا تحتوي على أية نتوءات لأن الجليد كان يحتك بها في اندفاعه، والجزء الخلفي هو الزاوي، حيث التجميد والذوبان يكسر الصخرة.

## المصطلح
استنبط المستكشف من القرن الثامن عشر في جبال الألب هوراس-بنديكت دي سوسير مصطلح الصخر الغنمي في عام 1786. وقد رأى في هذه الصخور تشابهًا مع الشعر المستعار الذي كان رائجًا بين طبقة النبلاء الفرنسية في عصره والتي كانت تتشابه مع دسم لحم الخروف. غالباً ما يتم تفسير المصطلح الفرنسي بشكل خاطئ على أنه يعني «صخر الغنم».